# Мезон-Лаффит (город)
Мезон-Лаффит (фр. Maisons-Laffitte)  — город во Франции, респектабельный пригород Парижа. Город (коммуна), в регионе Иль-де-Франс, департамент Ивелин. Население — 22817 человек (2010).
Мезон-Лаффит расположен на расстоянии около 19 км северо-западнее столицы Франции — Парижа и в 16 км на север от Версаля.
В ноябре 2016 года Мезон-Лаффит был включен в список городов бренда «Ville Impériale».

## Достопримечательности
- Замок Мезон-Лаффит (фр. Le château de Maisons-Laffitte) — знаменитое и одно из немногих сохранившихся (собственно замок) законченных творений Франсуа Мансара.
- В городе находится резиденция польского «Литературного института», основателем и руководителем которого до 2000 года был Ежи Гедройц.

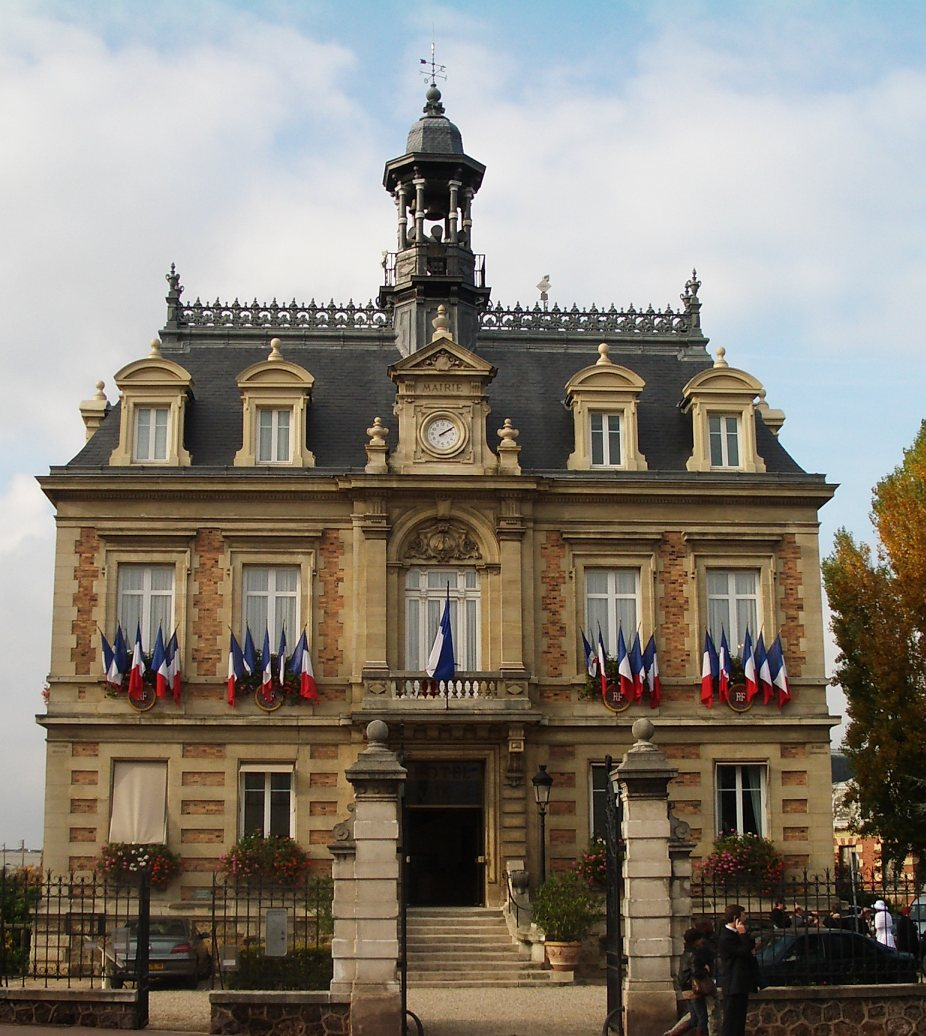

## Известные уроженцы и жители
- Ален, Жан Арист (1911—1940) — французский органист и композитор.
- Боже, Грегори (род. 1985) — французский трековый велогонщик, семикратный чемпион мира и трёхкратный серебряный призёр Олимпийских игр 2008 и 2012 годов.
- Влади, Марина (род 1938) — французская актриса.
- Гедройц, Ежи (1906—2000) — польский публицист, политик, мемуарист, основатель и редактор журнала «Kultura» и издательства «Instytut Literacki».
- Де Пунье, Рэнди (род. 1981) — французский мотогонщик.
- Жаруски, Филипп (род. 1978) — французский певец, контратенор.
- Кокто, Жан (1889—1963) — французский писатель, художник и кинорежиссёр, предвосхитивший появление сюрреализма. Одна из крупнейших фигур во французской литературе XX века.
- Уотсон, Эмма (род. 1990) — британская кино- и театральная актриса, фотомодель.
- Чапский, Юзеф (1896—1993) — польский художник и писатель.
- Янкелевич, Идель (1909—1994) — бельгийский и французский скульптор и график.

## Города-побратимы
- Ремаген, Рейнланд-Пфальц, Германия
- Ньюмаркет, Суффолк, Великобритания

## Интересные факты
- В городе есть улицы, названные в честь российских императоров Александра III (avenue Alexandre III) и Николая II (avenue Nicolas II).

## Галерея

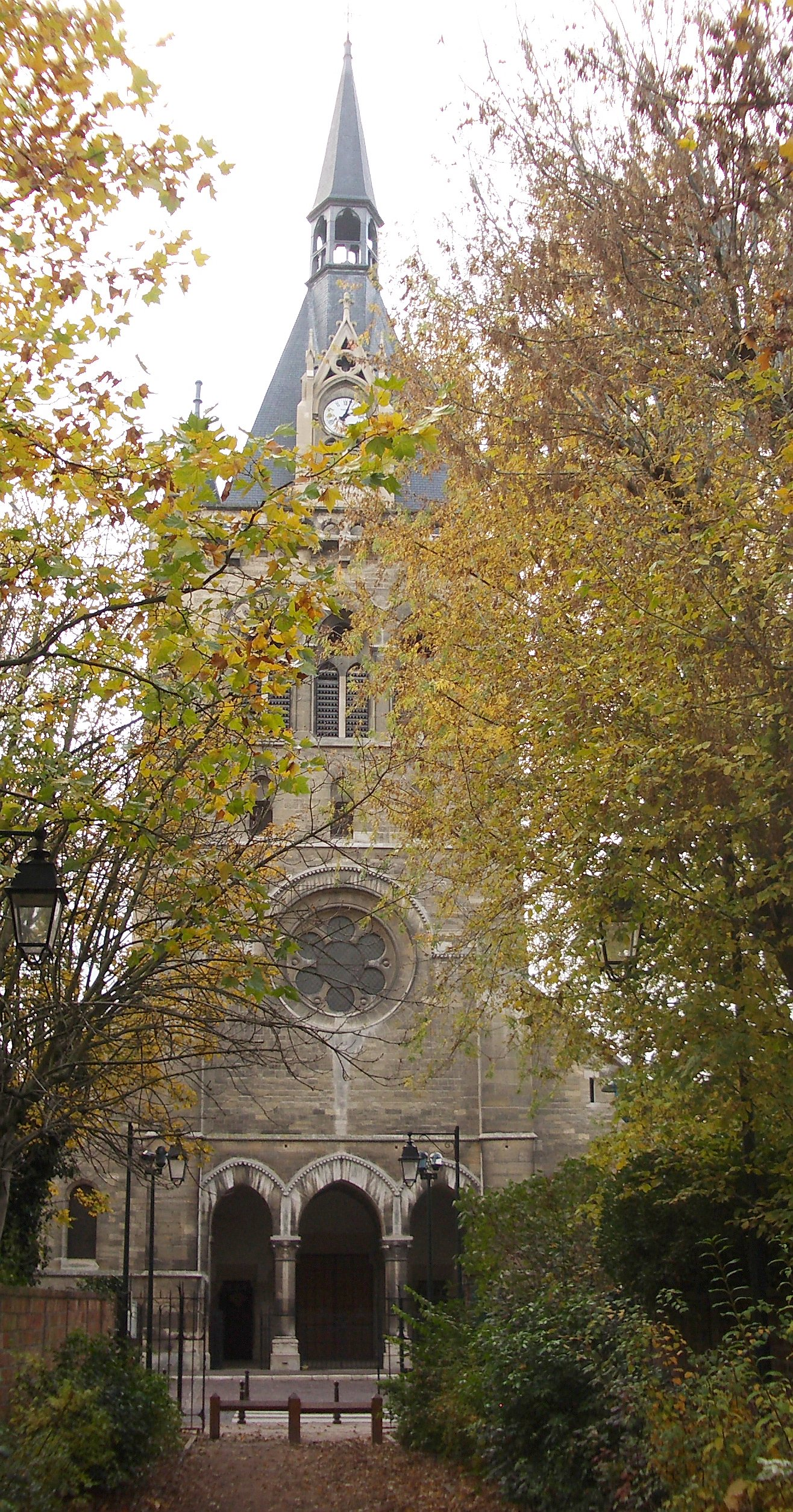
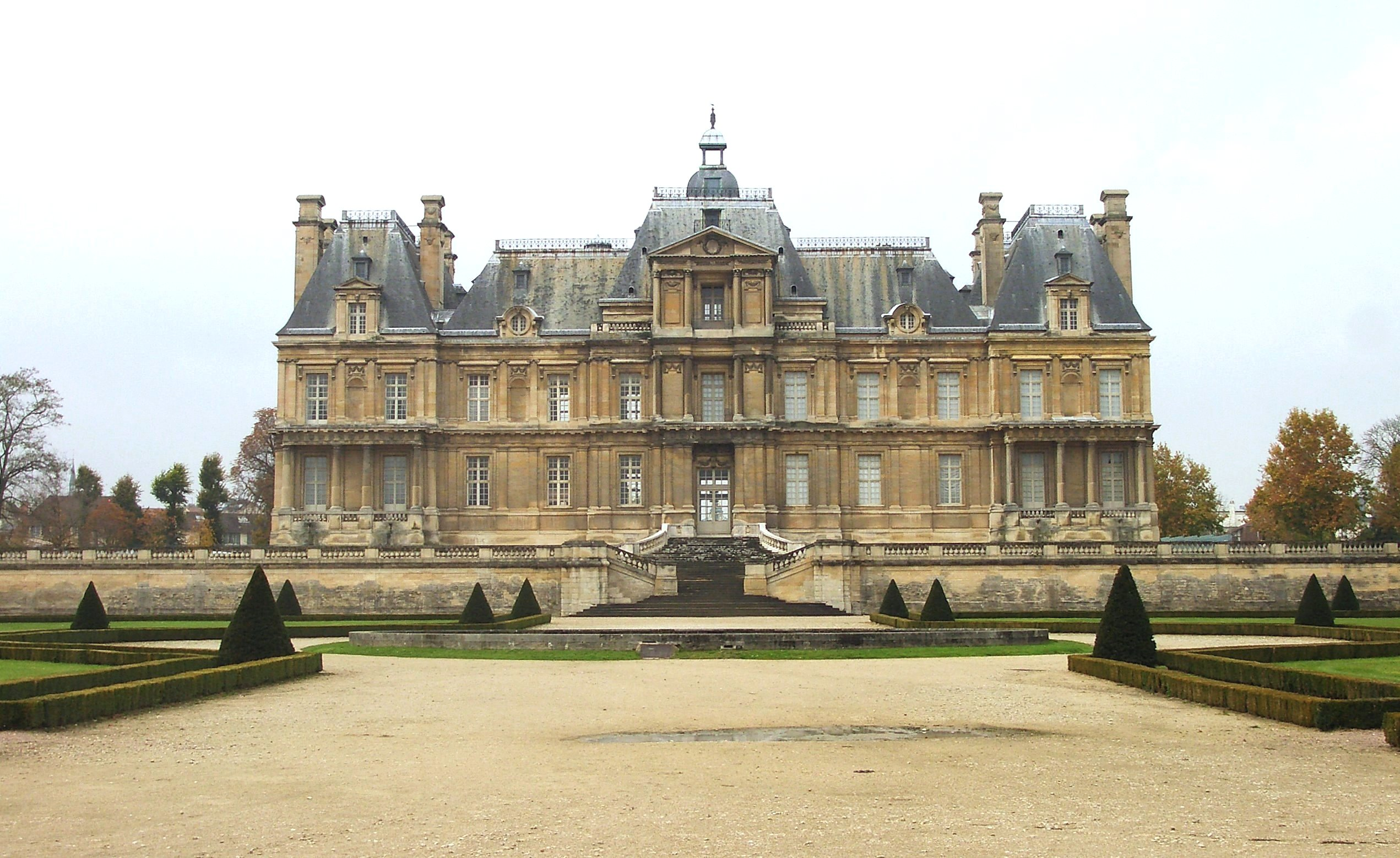
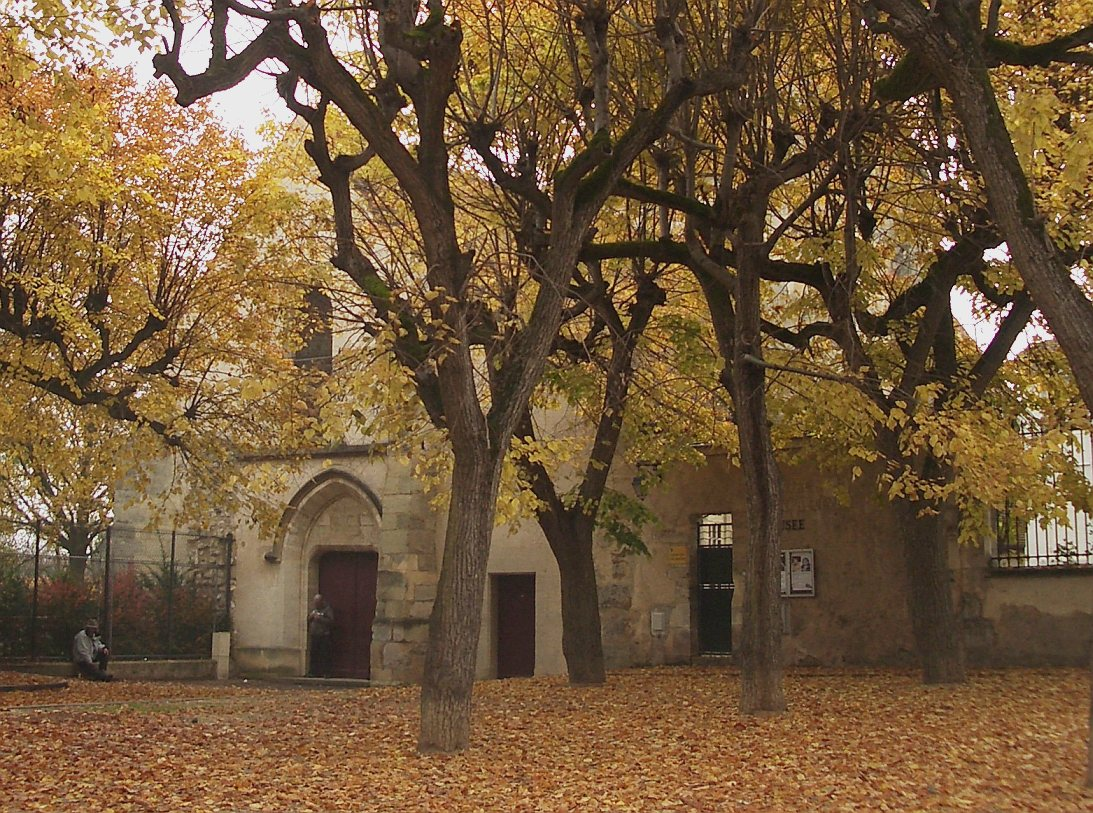
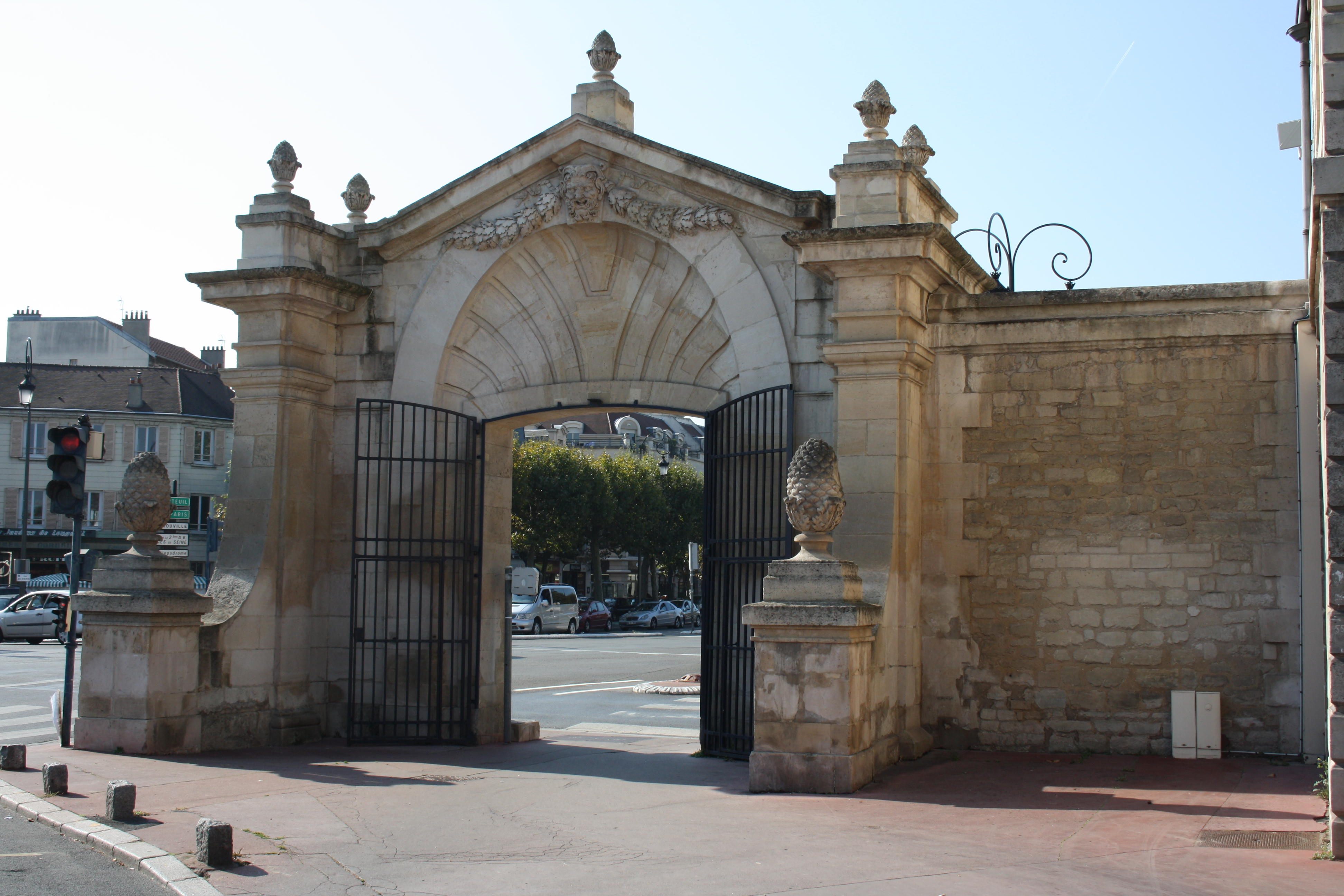